# Hofburg (Brixen)

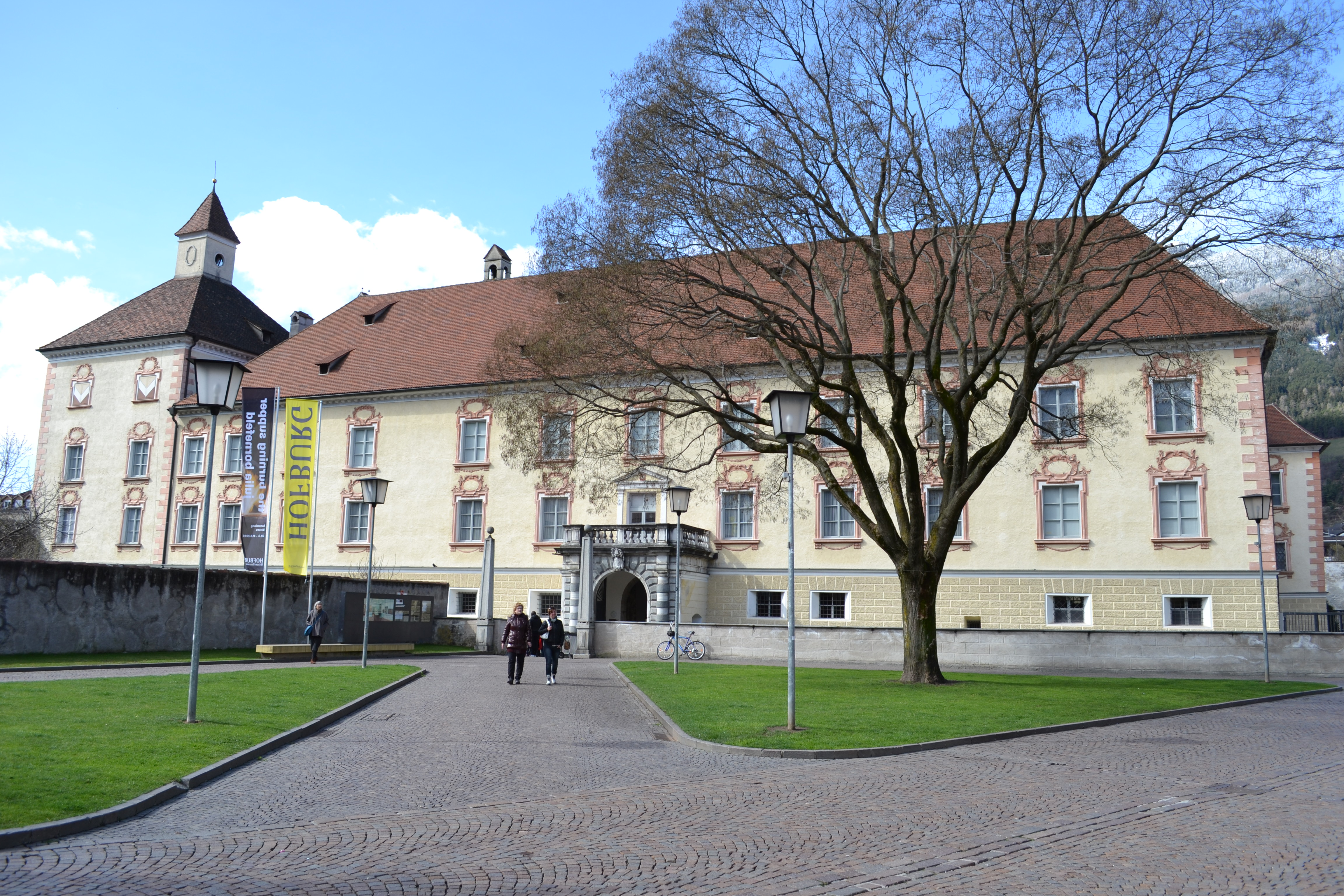
Die Brixner Hofburg

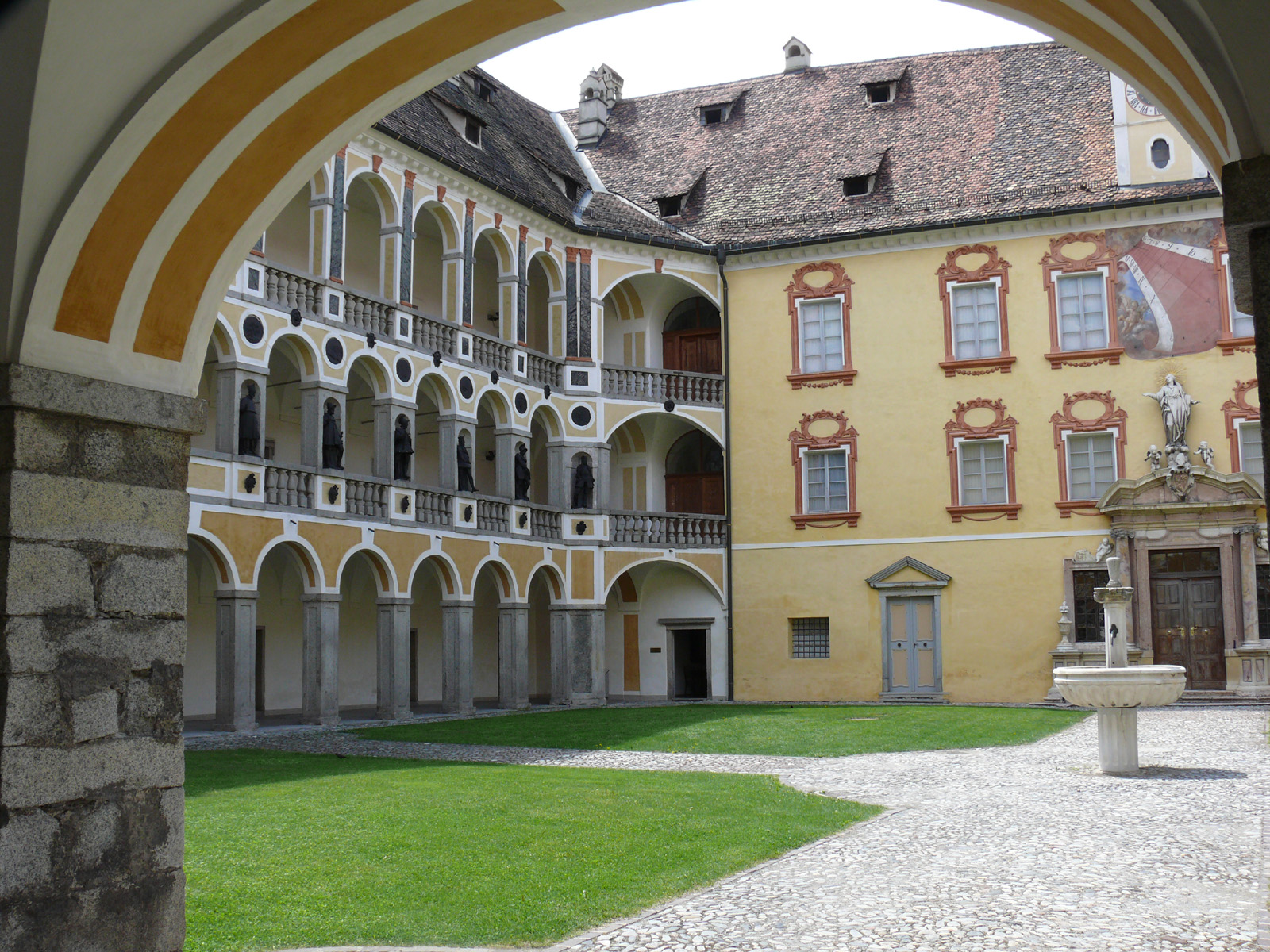
Innenhof der Hofburg mit Süd- und Westflügel

Die Hofburg in Brixen war bis 1803 die Bischofsresidenz der Fürstbischöfe und bis 1973 der Bischöfe der Diözese Brixen. Seither ist die Hofburg zur Besichtigung für die Öffentlichkeit zugänglich und Sitz des Diözesanmuseums, des Krippenmuseums und des Diözesanarchivs. Das historisch wie kunstgeschichtlich bedeutende Gebäude befindet sich am Hofburgplatz 2.

## Geschichte
Bischof Bruno von Kirchberg ließ an der südwestlichen Ecke der ummauerten Stadt Brixen eine neue Burg errichten, in die er 1265 einzog. Bis dahin befand sich die Residenz der Fürstbischöfe südlich des Brixner Domes im Immunitätsbereich des Münsters. Sie wurde nach der Übersiedlung dem Stadthauptmann überlassen, der der weltliche Vertreter des Fürstbischofs bei der Überwachung der Stadtverwaltung war. Die neue Burg schloss unmittelbar an die Stadtmauer an und besaß in der Südwestecke einen massiven Turm. Sehr früh ist auch der im Süden anschließende Obstgarten als viridarium oder pomarium nachweisbar. Bischof Ulrich Putsch erweiterte die Burg im 15. Jahrhundert und befestigte sie stärker. Christoph von Schroffenstein ließ im 16. Jahrhundert im Westen einen neuen Bischofstrakt erbauen, in dem Christoph von Madruzzo eine neue Hofkapelle errichtete. Von dieser alten Hofburg existieren keine Abbildungen, man weiß nur aus Urkunden von 1578, dass damals 52 Räume bestanden. Im Westen war die Kapelle und der bischöfliche Wohntrakt, im Süden der Kaisertrakt, im Osten der Bischofssaal und die geistliche und weltliche Kanzlei, und im Norden Räume für die Hofburghaltung und Wirtschaftsräume. 1525 stürmte der Bauernführer Michael Gaismair, der Sekretär des Fürstbischofs, die Hofburg, besetzte sie und regierte von hier aus kurzzeitig seine Tiroler Bauernrepublik, ehe Kaiser Ferdinand I. die Hofburg den Fürstbischöfen wieder zurückgab. 1576 ließ Johann Thomas von Spaur an der Nordseite der Burg den Herrengarten anlegen.

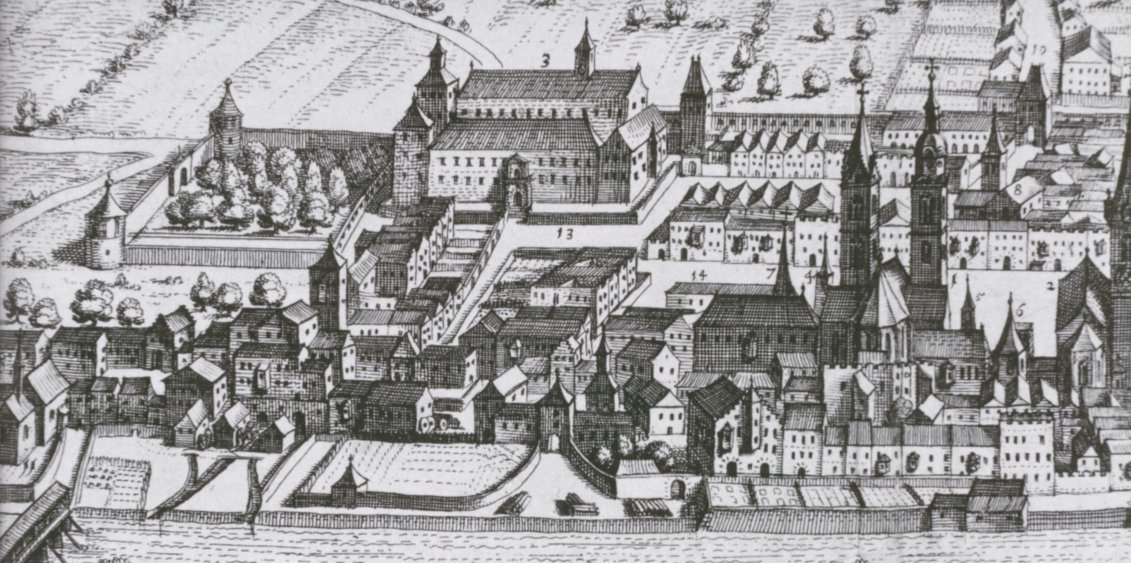
Die Hofburg um 1645, Kupferstich von Matthäus Merian

Andreas von Österreich ließ die Hofburg im Renaissancestil von Grund auf neu errichten. Alberto Lucchese erstellte 1595 die Pläne dafür, die eine vierflügelige und dreigeschossige Anlage um einen Innenhof mit je elf Arkadenbögen an allen vier Seiten vorsahen. Im ersten Obergeschoss sollten 44 Tonskulpturen den Stammbaum des Hauses Habsburg, dem Andreas entstammte, darstellen, im Hof ein Brunnen mit vier heiligen Brixner Bischöfen entstehen. Im gleichen Jahr begann Maurermeister Bartolomeo Valgoi mit dem Bau des Südflügels, 1597 der Münchner Bildhauer Hans Reichle mit der Herstellung der Tonskulpturen. Beim Tod des Fürstbischofs 1600 war der Südflügel mit dem Südwestturm fertiggestellt. Nach einer Unterbrechung setzte Christoph Andreas von Spaur 1604 den Bau fort, sodass der Westtrakt mit der Bischofswohnung und der Südostturm mit der Hofratskanzlei, Hofratsstube und dem Archiv entstanden. Bartolomeo Lucchese erstellte neue Pläne für den Osttrakt, der 1606/07 errichtet wurde und nur mehr 7 Arkaden im Erdgeschoss und keine Arkaden in den Obergeschossen erhielt. Anstelle des alten Bischofssaales wurde ein großer Theatersaal errichtet. Schließlich ließ Fürstbischof Daniel Zen von Hans Reichle den noch fehlenden Nordflügel erbauen, der aber nur ein Obergeschoss erhielt. Unter Bischof Johann Platzgummer wurde 1645 ein Granitpflaster in der Einfahrt und in den Arkaden verlegt.
Das heutige Aussehen erhielt die Hofburg durch den barocken Ausbau unter Fürstbischof Kaspar Ignaz von Künigl. 1707–1711 ließ er den Kaisertrakt im Westflügel und das zweite Obergeschoss mit Loggiengang im Nordflügel errichten, sodass nunmehr eine Symmetrie der sich gegenüberliegenden Süd- und Nordarkaden und der geschlossenen West- und Ostflügel entstand. Neu gestaltet wurde auch die Kapelle, die mit ihrer Portalanlage und dem Türmchen auch nach außen hin sichtbar wurde. Schließlich erhielten die Fenster der Außen- und Hoffassaden Stuckumrahmungen. Im Theatersaal wurde die Decke nach Entwürfen von Johann Ferdinand Schor freskiert.
Mit der Säkularisation 1803 wurde das geistliche Reichsfürstentum aufgelöst und die Hofburg gelangte in den Besitz des österreichischen Staates. Dieser überließ es aber dem Bischof zur weiteren Nutzung und 1828 gab Kaiser Franz I. die Hofburg in den Besitz des Bistums zurück. Bischof Bernhard Galura ließ den Theatersaal durch den Einbau einer Zwischendecke in Büroräume umwandeln. Nachdem 1964 die Diözese Bozen-Brixen neu geordnet worden war, verlegte Joseph Gargitter seinen Amtssitz 1973 nach Bozen. Das frei werdende Gebäude wurde 1974 dem Diözesanmuseum und dem Diözesanarchiv überlassen, umfassend restauriert und für die museale Nutzung adaptiert.

## Baubeschreibung

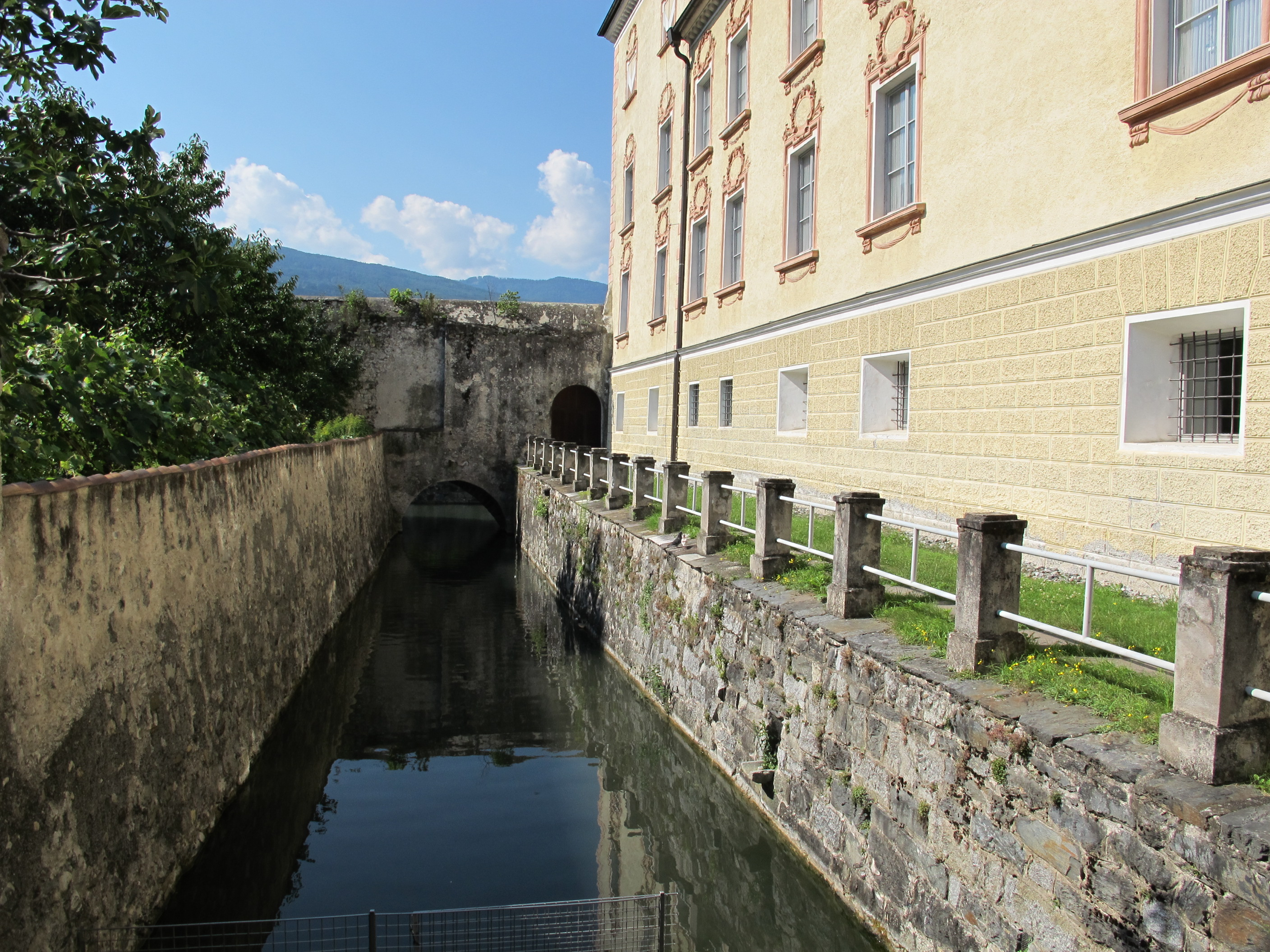
Der Wassergraben vor dem Ostflügel

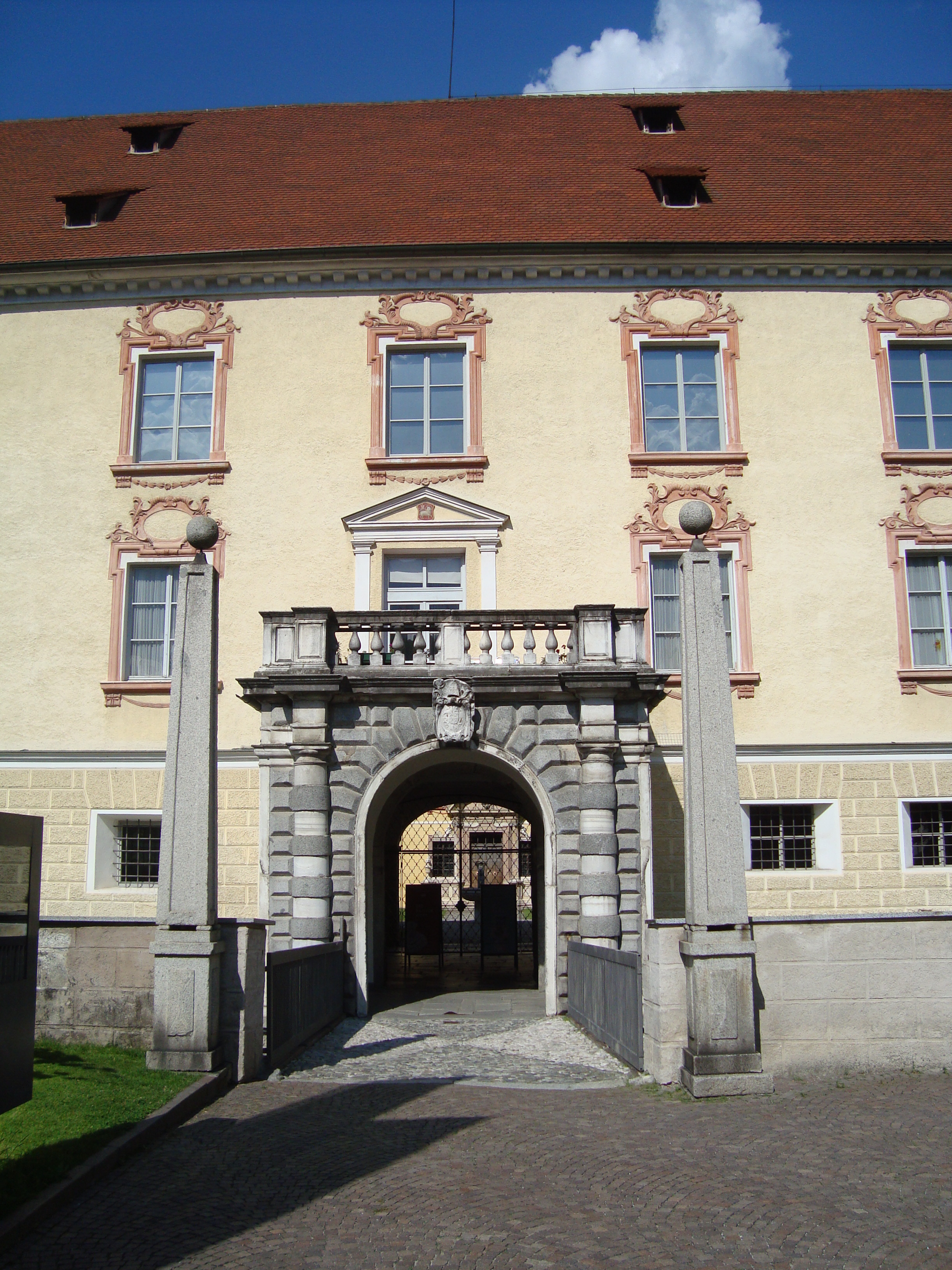
Brücke und Portalvorbei des Haupteingangs

Die Hofburg ist eine geschlossene vierflügelige und dreigeschossige Palastanlage. Dem Südflügel vorgelagert sind zwei turmartige Vorbauten, die auf halber Höhe mit einer Art Wehrgang verbunden sind. Die Hofburg wird von einem Burggraben umschlossen, der im Süden und Osten noch mit Wasser gefüllt, im Westen und Norden aber bereits in der Barockzeit aufgeschüttet und trockengelegt worden ist. Der Zugang an der Ostseite ist über eine gemauerte Brücke (ursprünglich eine Zugbrücke) zu erreichen, die zu einem Portalvorbau führt, der als Altane vom ersten Obergeschoss aus zu betreten ist. Über dem Portal ist das Wappen des Andreas von Österreich zu sehen, der den Neubau der Hofburg begonnen hatte. Gleichartige Vorbauten gibt es an allen vier Seiten, aber nur jener an der Südseite bietet tatsächlich einen Zugang. Durch das eisenbeschlagene Hoftor des Hauptportals gelangt man in die zum Innenhof offene Einfahrtshalle, die mit Stuck verziert ist.
Im Innenhof besitzen die Süd- und Nordflügel über alle drei Geschosse offene Arkadengänge, beim Ostflügel sind Arkaden nur im Erdgeschoss vertreten. Die geschlossene Fassade des Westflügels wird in der Mitte durch das Portal der Hofburgkapelle bestimmt. Das marmorne Portal besteht aus einer breiten Sockelzone, plastisch vortretenden Säulen und Segmentbogengiebel, in dem das Wappen von Fürstbischof Künigl, des Erbauers der barocken Hofburgkapelle, zu sehen ist. Über dem Portal befindet sich auf einer Wolke stehend die Statue der Immaculata, zu ihren Füßen zwei Putten, wie auch über den seitlichen Fenstern. Die ganze Portalanlage ist ein Werk von Cristoforo Benedetti aus Mori. Darüber, zwischen den Fenstern des zweiten Obergeschosses, hat Kaspar Waldmann eine große Sonnenuhr freskiert.
Nach dem ursprünglichen Plan sollten an allen vier Seiten Arkaden gebaut werden, in deren Pfeilernischen des ersten Obergeschosses 44 Terracottaskulpturen eingefügt werden sollten. Bildhauer Hans Reichle hat zwischen 1596 und 1601 auch alle beauftragten Figuren hergestellt. Wegen der Planänderung fanden aber nur 24 Figuren tatsächlich Aufstellung im Innenhof, 8 wurden in Wandnischen der Durchfahrt zum südlichen Tor untergebracht, 2 befinden sich im Diözesanmuseum, 2 im Tiroler Landesmuseum in Innsbruck und 1 im Maximilianmuseum in Augsburg; die restlichen 7 sind verschollen. Der Plan sah vor, dass die Statue des Fürstbischofs Andreas von Österreich rechts neben dem Kapelleneingang am Westflügel stehen, links vom Kapelleneingang, beginnend mit dem sagenhaften Germanenkönig Pharamund, der Stammbaum des Hauses Habsburg gegen den Uhrzeigersinn bis zu Andreas führen sollte.

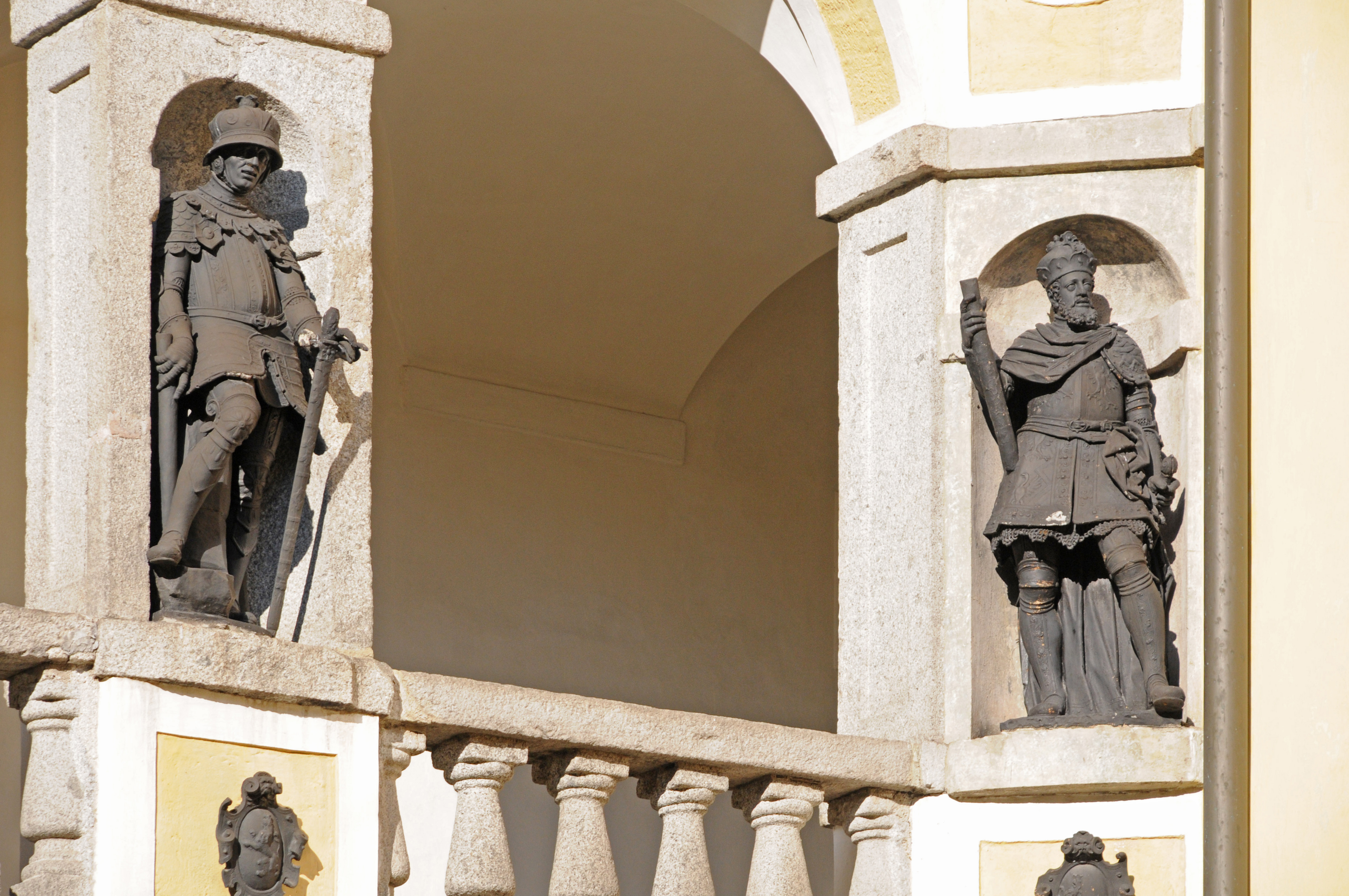
Die Statuen des Habsburgerstammbaums von Hans Reichle

Die Außenfassaden haben zwischen dem Erdgeschoss und den Obergeschossen ganz unterschiedlichen Charakter. Das Erdgeschoss besitzt nur kleine vergitterte Fenster und ist rustikagequadert, wirkt also wie eine wehrhafte Burg, während an den Obergeschossen große stuckgerahmte Fenster mit Kartuschenbekrönungen den Schlosscharakter des Gebäudes repräsentieren. Es wird vermutet, dass Johann Martin Gumpp der Ältere die Leitung der Fassadengestaltung und der Ausstattung innegehabt hat.

## Hofkirche
Die Hofkirche zur Unbefleckten Empfängnis wurde im Auftrag von Fürstbischof Graf Künigl in der Mitte des Westtrakts errichtet, wo bereits die alte Hofkapelle ihren Platz gehabt hatte. Im Gegensatz zu dieser erstreckt sich die neue Hofkirche vom Parterre über zwei Geschosse und tritt mit dem Portal und dem Türmchen auch nach außen in Erscheinung. An der Außenfassade ist auch die Stelle des Chorraums durch einen Vorbau sichtbar. Im Türmchen befinden sich zwei ältere Glocken von 1575 und aus dem 15. Jahrhundert.
Der Kirchenraum besteht aus einem Saalraum mit flachem Gewölbe und leicht eingezogenem Altarraum, der von hohen Seitenfenstern Licht erhält. Eine Empore an der Portalseite dient gleichzeitig als Verbindungsgang zu den Räumen des ersten Obergeschosses. Der Chorbogen ist durch Pilaster und flachem Gurtbogen hervorgehoben, ein Kranzgesims führt um die ganze Kirche. An den Seitenwänden befinden sich gegenüberliegende Portale mit leicht in den Raum vortretenden Oratorienfenstern darüber.

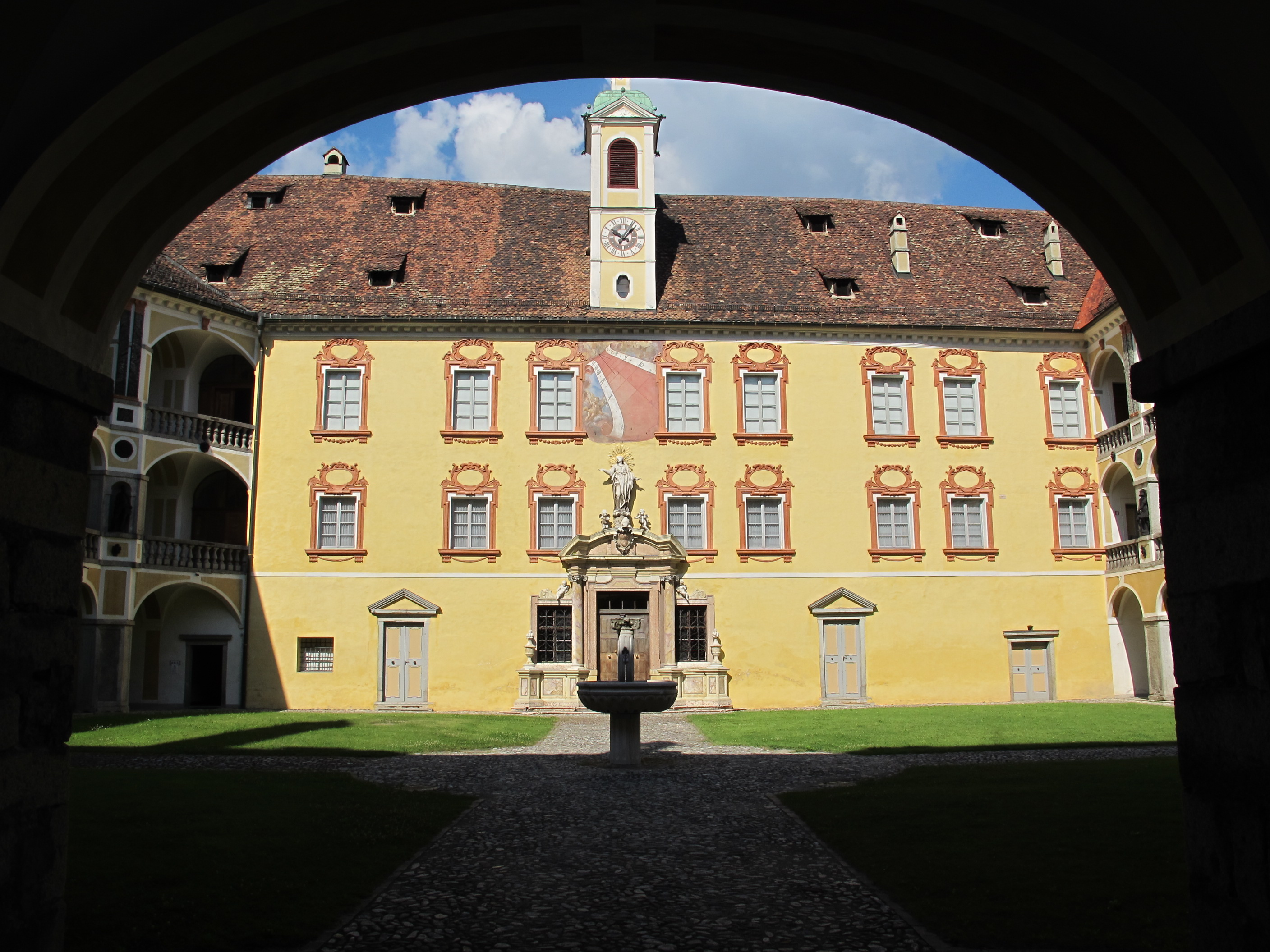
Westflügel mit Portal und Türmchen der Hofkirche

Die Decken- und Wandfresken im Langhaus schuf 1708 der Innsbrucker Maler Kaspar Waldmann. Sie zeigen an der Decke die Himmelfahrt und Krönung Mariens und an den Seiten die Geburt Mariens, die Darstellung Mariens im Tempel, die Verkündigung an Maria und die Heimsuchung Mariens. Über den Wandbildern hat Waldmann in stuckgerahmten Medaillons auf Maria bezogene Embleme dargestellt (eine der Sonne entgegenwachsende Sonnenblume, eine aufgehende Sonne, ein sein Junges bewachender Adler, das im Meer sich spiegelnde Jesuskind). Das Deckenfresko im Chorraum mit der Verherrlichung des Namens Maria wird dem sonst nicht weiter bekannten Maler Carlo Lorenzi zugeschrieben. Der reiche Stuckdekor der Kirche an den Fenster- und Freskenrahmungen, an den Oratorien und der Emporenunterseite hat Bernardo Pasquale mit Akanthuslaub, Fruchtgehängen und Puttenköpfchen gestaltet. Die von Engeln flankierten beiden Wappen am Chorbogen stammen hingegen von Cristoforo Benedetti und zeigen links das Wappen des Bistums und Fürstentums und recht jenes der Familie Künigl.
Der Altar besteht aus einem ausladenden und reich gegliederten Sockel, über dem sich der doppelsäulige Retabelaufbau und der Kuppelbaldachin mit einer Laterne erhebt. Seitlich der Säulen stehen die weißen Marmorstatuen der hll. Joachim und Anna. Der Altar wurde von Cristoforo Benedetti aus verschiedenen Marmorarten geschaffen und auch signiert. Von ihm stammen auch der kleine Tabernakel in Form eines Tempietto, die Kommunionbank und die Portale. Das Hochaltarbild mit Maria als Unbefleckter Empfängnis schuf Johann Georg Dominikus Grasmair, welches das ursprüngliche Altarbild von Ulrich Glantschnigg ersetzt, das offenbar kein Gefallen beim Auftraggeber gefunden hatte.
An der rechten Seitenwand erinnert eine weiße Marmortafel unter der Empore an den Besuch von Papst Pius VI. in der Hofburg zu Brixen.
Mehrere erhaltene Glasfenster aus der Vorgängerkapelle sowie künstlerisch wertvolle liturgische Geräte und Gewänder der Hofkirche sind heute im Diözesanmuseum ausgestellt.

## Hofratskanzlei
Im ersten Obergeschoss des Ostflügels befand sich die Hofratskanzlei. Sie besteht aus der Wartestube und der Ratsstube und ist noch in ihrem ursprünglichen Aussehen mit Holztäfelung, Wappenbemalung und Kachelöfen erhalten. Die Wartestube ist mit einem Wappenfries ausgestattet, der des Fürstl(ichen) Hohen Stiffts Brixen und dessen Erbämter, Stett, Schlösser, Herrschaften, Ämter, auch Grafen, Herren und Adeliger Lehenschaften Wappen zeigt, und ein wertvolles historisches Dokument darstellt. In der Hofratsstube hingegen stellt der dortige Wappenfries die Wappen der einzelnen Hofratsmitglieder in der Zeit zwischen Christoph von Madruzzo und Joseph von Spaur (1542–1791) dar, insgesamt 299 Wappen. Zwischen den Fenstern befindet sich ein Fresko der Justitia mit Schwert und Waage, darunter eine spätgotische Kreuzigungsgruppe. Die Bilder im Raum stellen Ansichten der Herrschaft Veldes (heute Slowenien) dar, die zum Bistum Brixen gehörte.
Bis 1803 war Brixen geistliches Reichsfürstentum, d. h., es wurde auch die weltliche Herrschaft über das Gebiet ausgeübt. Dies oblag dem Hofrat, der aus zwei bis drei geistlichen Hofräten, die dem Domkapitel entstammten, und vier bis sechs weltlichen Hofräten bestand. Sie wurden vom Bischof mit Zustimmung des Domkapitels ernannt. In regelmäßigen Sitzungen in der Ratsstube wurden die wichtigen Entscheidungen der weltlichen Verwaltung getroffen und seit 1515 protokolliert. Diese Protokolle stellen eine wichtige Quelle zur Geschichte des Fürstentums Brixen dar. Der Name Hofburg für das Gebäude leitet sich von der Funktion des Hofrates ab.

## Kaisertrakt
Bereits in der Vorgängerburg befanden sich Kaiserzimmer, um dem Kaiser und dessen Gefolge bei Reisen nach Rom und Italien Aufnahme bieten zu können. Fürstbischof Künigl ließ 1707–1711 im zweiten Obergeschoss einen Kaisertrakt mit großzügig ausgestatteten Räumen errichten, der neben der Hofkirche den künstlerischen Höhepunkt innerhalb der Hofburg darstellt. Die ursprüngliche Ausstattung der Räume ist weitgehend erhalten geblieben.
Ganz im Norden befindet sich der Eckraum des kaiserlichen Empfangssaales, der am aufwendigsten gestaltet ist. Die gesamte Decke wird von einem Fresko mit der Allegorie der Göttlichen Weisheit eingenommen, deren Personifikation auf einer Wolke thront und die Krone des echten Reichtums und den Kranz wahren Ruhmes hält, während Krone und Stirnreif des vergänglichen weltlichen Glanzes zu Boden fallen. Umrahmt wird das Deckenbild durch eine gemalte Scheinarchitektur mit Putten und allegorischen Tugenddarstellungen. Das gesamte Werk stammt von Antonio Gresta. An den Wänden hängen eigens für diesen Raum geschaffene bemalte Wandteppiche von Antonio Callegari, die Jagdszenen abbilden. Der Kachelofen aus weiß-blauer Majolika wird von Zwergen getragen und besitzt figuralen Schmuck der Apostel, Propheten, Maria und Christus. Er wurde 1709 vom Kachler Simon Pupp aus Eppan aufgestellt. Die drei reich geschnitzten und vergoldeten Armlehnsessel mit rotem Damastbezug stammen noch aus der ursprünglichen barocken Möblierung.
Die anschließende kaiserliche Antecamera besitzt eine stuckverzierte Decke mit dem Bild der Göttin Minerva von Michael Gaeta von 1710. Der Kachelofen in weiß-blau-gelber Majolika beheizt sowohl diesen wie den angrenzenden Raum und zeigt die Taten des Herkules. Die Bilder mit niederländischen Stillleben stammen noch aus der alten Hofburg, während die Jahreszeitenbilder von Stephan Kessler (1649) neu erworben wurden.
Im Tafelzimmer ist die Decke stuckiert, besitzt aber keine Bilder, die entweder einmal vorhanden oder zumindest geplant waren. Hier hängen mehrere Porträts der kaiserlichen Familie, wie jene von Franz I. Stephan und Maria Theresias, sowie jene von denen, die zwischen 1765 und 1771 die Hofburg in Brixen besucht hatten; dies waren Joseph II. mit Maria Josepha von Bayern, Erzherzog Leopold mit Maria Ludovica von Spanien und Erzherzogin Maria Christine mit Herzog Albert Kasimir von Sachsen-Teschen. Sie stammen alle von Georg Weikert. Nach 1781 ist noch das Porträt der Erzherzogin Maria Elisabeth, wahrscheinlich von Franz Altmutter, dazugekommen.
Das kaiserliche Wohnzimmer liegt genau oberhalb der Hofkirche und besitzt die Möglichkeit, durch eine Tür in der Westwand direkt auf den Altar zu blicken. Die Decke ist reich stuckiert von Bernardo Pasquale, die Bilder dazu fehlen aber. Ein offener, mit Marmor umrahmter Kamin stammt von Cristoforo Benedetti (1709) und ist mit einer bemalten Holztafel von Franz Sebald Unterberger abgeschlossen, die einen die Glut anfachenden Lakaien zeigt. Die klassizistische Sockel- und Rahmentäfelung, wie auch die Flügeltüren stammen aus späterer Zeit nach 1791. An der Wand ist ein venezianischer Glasrahmenspiegel zu sehen und die Porträts von Kaiser Joseph I. und dessen Frau Wilhelmine Amalie von Braunschweig-Lüneburg sowie von Kaiser Karl VI. und dessen Gemahlin Elisabeth Christine von Braunschweig-Wolfenbüttel in reich geschnitzten und farbig gefassten Ovalrahmen. Die Bilder von Kaiser Franz I. Stephan und von Maria Theresia über dem Kamin sind sehr fein ausgeführt, aber aus späterer Zeit. Ein besonderes Ausstattungsstück ist das Thesenblatt des Freiherrn Joseph Anton Ignaz von Tannenberg (1727), das die legendäre Szene von Herzog Rudolf von Habsburg zeigt, der einem auf Versehgang befindlichen Priester sein Pferd überlassen hat. Die Szene wird vom Bildnis Kaiser Karls VI. bekrönt und von weiteren habsburgischen Herrschern gerahmt. Es ist das Werk des Georg Philipp Rugendas.
Vom kaiserlichen Wohnzimmer konnte man ursprünglich auf eine Altane oberhalb des Chorraumes der Hofkirche treten. Anstelle dieser Altane ließ Fürstbischof Karl Franz von Lodron Anfang des 19. Jahrhunderts einen neuen Raum errichten und mit chinesischen Landschaften und Architekturen ausmalen. Die auf Tapeten aufgetragenen Malereien stammen von Franz Altmutter. Die Porträtbüsten von Kaiser Franz I. und seiner Gemahlin Karoline Auguste von Bayern erinnern an deren Besuch im Jahre 1832 in der Hofburg. Aus der Entstehungszeit des Raumes sind mehrere künstlerisch anspruchsvolle Möbel, wie Kommoden, Tischchen, Sitzgarnituren, Kanapees und Stühle erhalten. Besonders schön sind Sessel mit vergoldeten Armlehnen in Form von Schwänen und Adlern.
Die Ausstattung der beiden kaiserlichen Kabinette ist nicht mehr erhalten. Die Deckenbilder mit dem Opfer Abrahams und Tobias mit dem Engel sind spätere Werke um 1830. In den beiden Räumen wird das Porzellanservice (220 Stück) des Fürstbischofs Leopold von Spaur gezeigt, das dieser 1765 bei der Porzellanmanufaktur Augarten in Wien erworben hat. Dazu gehören zahlreiche Figuren und Figurengruppen, die wahrscheinlich für mehrere Tafelaufsätze und wechselnde Zusammenstellungen gedacht waren.

## Bischofstrakt
In Fortsetzung des Kaisertrakts folgen die Räume des Bischofstrakts im südlichen Bereich des zweiten Obergeschosses des Westflügels, wohin Fürstbischof Künigl sie verlegen hat lassen. Von der ursprünglichen Ausstattung dieser Räume ist jedoch nicht mehr viel erhalten.
Das bischöfliche Empfangszimmer besitzt eine aufwändig gestaltete Stuckdecke mit allegorischen Darstellungen der vier Jahreszeiten und der vier Elemente. An den Wänden hängen Porträts jener Fürstbischöfe, die mit dem Bau der Hofburg in Zusammenhang stehen. Im westlich anschließenden Zimmer sind die Porträts der Bischöfe des 19. und 20. Jahrhunderts zu sehen, in Vitrinen sind wertvolle Brustkreuze und Bischofsringe ausgestellt.
Das bischöfliche Arbeitszimmer liegt bereits im Westturm und besitzt noch teilweise die Einrichtung aus der Zeit von Fürstbischof Sigmund Alphons von Thun (1663–1677). Hier ist die originale Holzdecke mit vergoldeten Zapfen zu sehen, in deren Mitte sich das Gemälde mit dem Triumph der Pallas Athene über Orestes von Matthäus Zöhender befindet. Der Kachelofen aus dem Jahr 1546 wurde von Bartlmä Dill Riemenschneider hergestellt. Er befand sich ursprünglich im Ostflügel, wobei bei der Verlegung des Ofens einige Kacheln zerbrochen sind. Dargestellt sind 16 Szenen von Jason und Medea aus der Argonautensage.
Im Wohntrakt von Bischof Lodron ließ dieser um 1800 einen Betraum einrichten, von dem noch geschnitzte Supraporten mit der Anbetung der Hirten und hl. Drei Könige sowie ein Verkündigungsrelief oberhalb des Kamins erhalten sind. Der Kamin selbst ist aus der Zeit von Andreas von Österreich und trägt in der schönen Marmoreinfassung sein Wappen.

## Diözesanarchiv
In der Hofburg ist das Diözesanarchiv der Diözese Bozen-Brixen, das ehemalige Hofarchiv, untergebracht. Es wurde in den Jahren 1899–1920 vom Neustifter Kanoniker Hartmann Ammann neu geordnet, der die alte Ladeneinteilung des Archivs durch Joseph Resch zugunsten einer chronologischen Aufstellung der Bestände erneuerte. Das Archiv reicht mit Originalurkunden bis in das 9. Jahrhundert zurück und ist eine der bedeutendsten historischen Sammlungen des Alpenraums.

## Ausstellungsräume

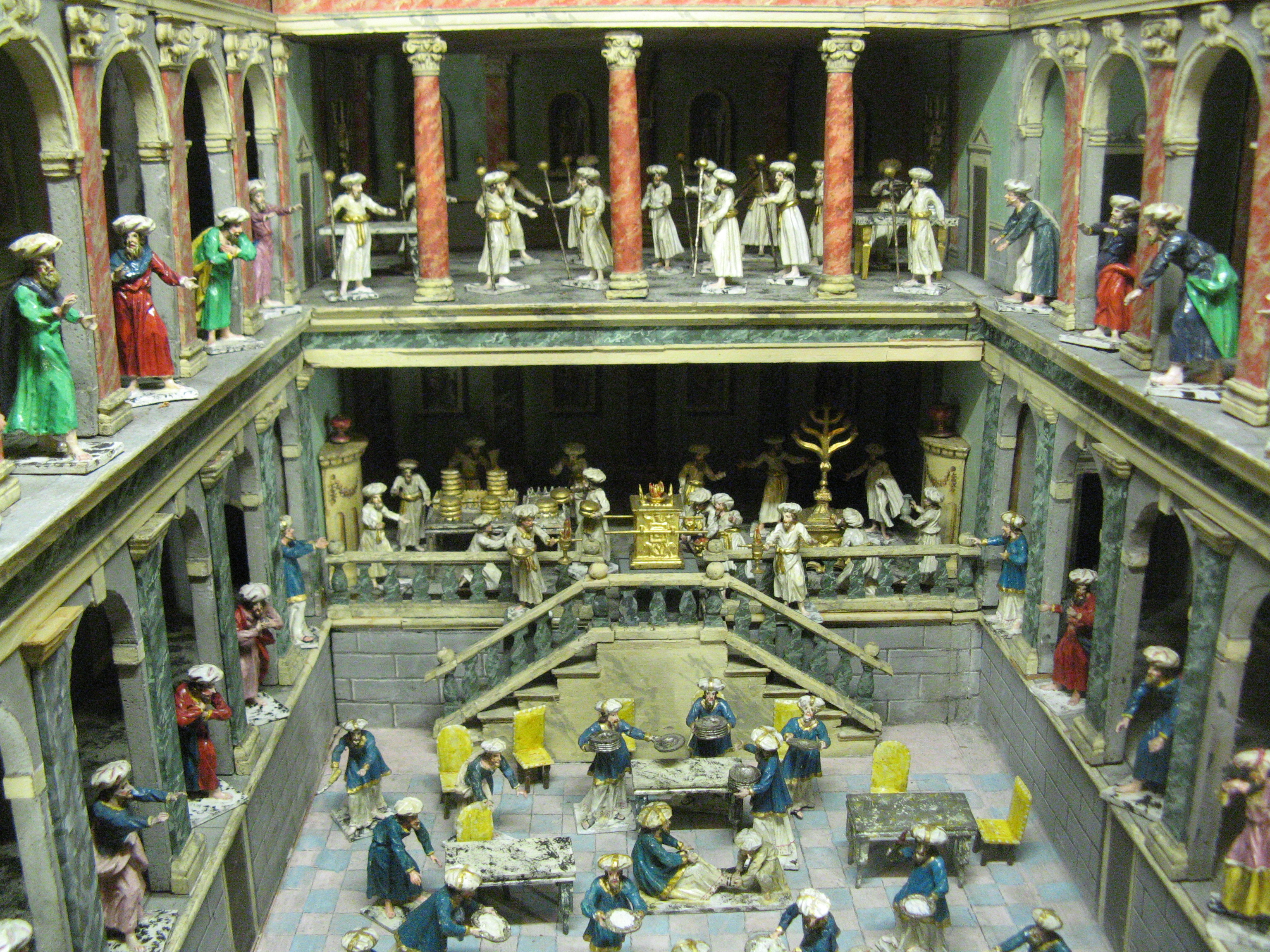
Unblutiges Opfer im Tempel und Zubereitung der Schaubrote aus der Jahreskrippe von Augustin Alois Probst im Krippenmuseum

Nachdem die Bischöfe ihre Residenz nach Bozen verlegt hatten, wurden die Räume der Hofburg für museale Zwecke frei. So befindet sich im Erdgeschoss die Krippensammlung, deren Herzstücke die großen, tausende Figuren umfassenden Jahreskrippen von Franz Xaver Nißl und den Gebrüdern  Augustin Alois und Josef Benedikt Probst (um 1800) sind.
→ siehe Hauptartikel Krippenmuseum Brixen
In der Südwestecke des ersten Obergeschosses sind die wertvollsten Exponate des Domschatzes untergebracht. Darunter sind vor allem die mittelalterlichen liturgischen Gewänder der Bischöfe Albuin und Hartmann hervorzuheben.
→ siehe Hauptartikel Brixner Domschatz
Im ersten Obergeschoss sind Objekte des Diözesanmuseums vom frühen Mittelalter bis zur Barockzeit untergebracht, im zweiten Obergeschoss jene vom Barock bis zum 20. Jahrhundert, vor allem aus der Sammlung Unterberger. Die Bestände umfassen sowohl Plastiken und Gemälde, als auch kunstgewerbliche Arbeiten, wie Glasfenster, liturgische Geräte und Gewänder.
→ siehe Hauptartikel Diözesanmuseum Brixen
Weitere Räume stehen für Sonderausstellungen zur Verfügung.